# 能條ジョー
能條ジョー（1990年9月8日 - ）は、日本の構成作家。
2015年から2019年まで、南インド・チェンナイで本格日本式ラーメン店「AKI BAY 秋平」の運営。

## 略歴
- 東京都町田市出身。
- 東京都立山崎高等学校24期生。
- 東京福祉大学教育学部教育学科を卒業[1]。
- 2012年、大学在学中に構成作家として活動を始める[1]。
- 2015年7月、チェンナイでラーメン店「AKI BAY 秋平」1号店を開店[1]。
- 2019年3月、秋平を一旦離れ、日本に帰国。そのまま構成作家として活動を再開することを発表。[2]

## 人物・エピソード
- 教育実習を経て、第一種小学校教諭免許状と第一種特別支援学校教諭免許状を取得している[1]。
- 1999年から町田市のよさこい鳴子踊りチームのぞっこん町田'98に所属。
- 両親の影響で、幼稚園から少林寺拳法を習う。2級。
- ロックバンドのRADWIMPSをこよなく愛し、CDやDVDは全て所持しているそう。ボーカルの野田洋次郎を崇拝している。
- 構成作家のアラケンに師事し、ともに仕事をすることが多かった。
- 劇団四季が好きで、特に好きな俳優は阿久津陽一郎。
- 好きなスポーツは野球。特に読売ジャイアンツのファン。
- ブログ「能條農場」をFC2ブログにて執筆している。店長ブログランキングで最高位・３位。
- 現在はnoteにて、インドでラーメン屋時代のエピソードをアップしている[3]。

## 構成・掲載雑誌・出演

### テレビ
- TOKYOプレゼンナイト（フジテレビ）構成
- MUSiC×iD（BSスカパー！スペシャ+）構成

### コンサート・イベント
- 『藤本美貴10周年記念！大感謝祭ライブ！「一日限定！完全復活！ミキティー」』構成アシスタント(2013年)
- 『真野恵里菜メモリアルコンサート2013「OTOME LEGEND〜For the Best Friends』構成アシスタント(2013年2月23日、中野サンプラザ 2公演)
- 『夢みるアドレセンス定期公演』構成アシスタント(2013年～2015年)
- 『Kaleido Knight生ファミ会』構成演出（2013年～2015年）
- 『Kaleido Knightワンマンライブ』構成演出・出演（企画部分）（2013年～2015年）
- 『井上苑子ファンイベント「SONOKO's CAFE」』構成演出・影ナレ（2013年～不定期開催）
- 『10years プレミアムD-live「10thどこ」』脚本助手（2014年・全10公演・D-BOYS出演）
- 『イロドリFESTIVAL 2018 秋〜エンターテイナー大集合〜』主催・MC（2018年11月20日、新宿HEAD POWER）[4]
- 『monogatari 1000 sational tour 2019 東京FINAL公演』構成演出（2019年7月21日、渋谷クラブクアトロ）

### WEB番組
- 萌えろ!!エンジェルちゃん（ニコニコ生放送）
- 9nineシングルリリース記念特番
- 佐武さんはひとりじゃナインだってこと確かめたいです。（9nine佐武宇綺出演・ニコニコ生放送）
- 億万長者への道（ニコジョッキー）
- 及川奈央の自然体にもほどがある2　（ニコジョッキー）
- 類類（及川奈央・久下恵美）の自然体にもほどがある（ニコジョッキー）
- 夢みるアドレセンス京佳のあと30分でシンデレラTV（ツイキャス）
- monogatariのSHOWROOM（出演：monogatari）

### 雑誌
- 「インドでラーメン屋コラム」（インド初無料日本語情報誌「月刊Chalo〜南インド版〜」）

### ラジオ・ネットラジオ
- サンドウィッチマンの東北魂（ニッポン放送）出演
- 今夜もオトパラ！（ニッポン放送）出演
- 東京ポッド許可局（TBSラジオ）年越しSP特番・電話出演
- 三代目J SOUL BROTHERS 山下健二郎のZERO BASE（ニッポン放送）サブ作家
- Chennai Radio Club（Podcast）出演
- 週刊フルーツサンド（Podcast）出演